# Абу-ль-Фида
Абу́-ль-Фида́ (Абулфида́ Ха́мави; араб. أبو الفداء‎; курд. ئەبولفیدە ئیسماعیل حەماوی, лат.: Ebûlfida Îsmaîlê Hemawî; 1273, Дамаск — 27 октября 1331, Хама) — арабский и курдский историк и географ из рода Айюбидов, эмир Хамы (Сирия) в 1310—1331 годах. В его честь был назван кратер Абу-ль-Фида на Луне.

## Биография
Родился в 1273 году в курдской семье в городе Дамаск.
Его полное имя: аль-Малик аль-Муайяд Имадуддин Абуль-Фида Исмаил ибн (аль-Афдаль) Али ибн (аль-Музаффар) Махмуд ибн аль-Мансур Мухаммад ибн Таки ад-дин Умар ибн Шахин-шах ибн Айюб.
Рано отличился в походах против крестоносцев. В 1310 году получил от султана ан-Насира Мухаммеда княжество Хама, которым сначала управлял на правах наместника, а начиная с 1312 года и до самой смерти — как полноправный султан.

## Работы
Абу-ль-Фида оставил несколько замечательных сочинений на арабском языке, в том числе летописи, доведённые до 1328 года, из коих «Historia anteislamica» издана в 1831 году в городе Лейпциге (Германия) Флейшером; в целом же объёме, за исключением доисламской истории, они изданы Рейске под заглавием «Annales moslemici» (5 т., Копенгаген, 1789—1794). Всё сочинение было отпечатано в Константинополе 1870 году. Хотя оно главным образом составляет только компиляцию прежних арабских исторических изысканий, тем не менее, заключает в себе весьма подробное обозрение мусульманских династий. Слог Абу-ль-Фиды совершенно прост и без всяких прикрас. Главное сочинение — «Краткая история рода человеческого» (араб. المختصر في أخبار البشر‎, «аль-Мухтасар фи ахбар аль-башар»), охватывающая события по 1329 (в значительной части сокращённое изложение труда Ибн аль-Асира.
Другое замечательное его сочинение — «Упорядочение стран» (араб. تقويم البلدان‎, «Таквим аль-бульдан») — география в таблицах с координатами местностей, издана полностью Широм (Дрезден, 1842), а по другому рукописному материалу — Жозефом Рено и Уильямом Макгакином де Слейном (Париж, 1837—1840) и переведена на французский язык с объяснениями Рено. Писал также по юридическим предметам, математике, логике и медицине.